# Norte do Alabama
O Norte do Alabama é uma região do estado do Alabama, Estados Unidos. Compreende 12 condados:Cherokee, Colbert, DeKalb, Franklin, Jackson, Lauderdale, Lawrence, Limestone, Madison, Marshall, Morgan e Winston, com uma população de 958.247 habitantes, representando 20,84% da população do estado.
A cidade âncora é Huntsville, mas outras cidades de médio porte são importantes (apresentadas aqui em ordem decrescente em termos populacionais): Decatur, Florence (juntamente com suas cidades-irmãs Muscle Shoals e Tuscumbia) Madison e Athens.
Decatur e Florence também pertencem ao Noroeste do Alabama, porque elas são importantes centros econômicos ao norte Birmingham e oeste de Huntsville. Muitas corporações usam Decatur como um polo regional no Noroeste do Estado, porque Huntsville está localizada mais a leste. Entretanto, Florence, historicamente é o principal centro cultural do noroeste.
Alguns departamentos tendem chamar a região de Vale do Tennessee em referência ao Rio Tennessee que corre no extremo norte do estado. Uma Seção do Leste do Tennessee divide o nome de Vale do Tennessee.

## Condados/Cidades/Áreas designadas pelo Censo

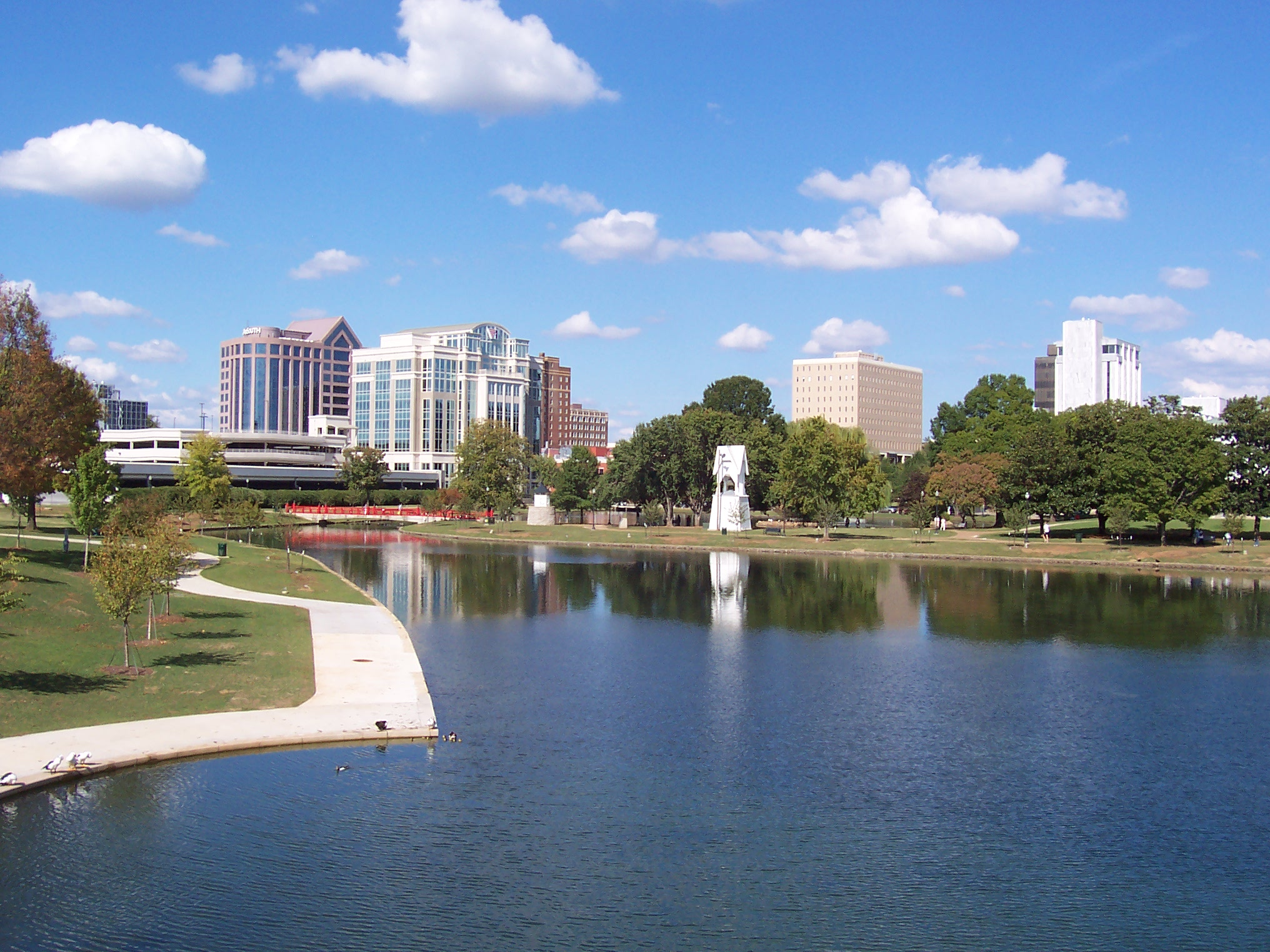
Huntsville, maior cidade do Norte do Alabama

### Áreas metropolitanas
- Área Estatística Combinada de Huntsville-Decatur
- Área metropolitana de Huntsville
- Área metropolitana de Decatur
- The Shoals

### Áres Micropolitanas
- Área micropolitana de Albertville
- Área micropolitana de Fort Payne
- Área micropolitana de Scottsboro

### Principais Cidades
- Huntsville
- Decatur
- Florence
- Madison
- Athens